# Crono

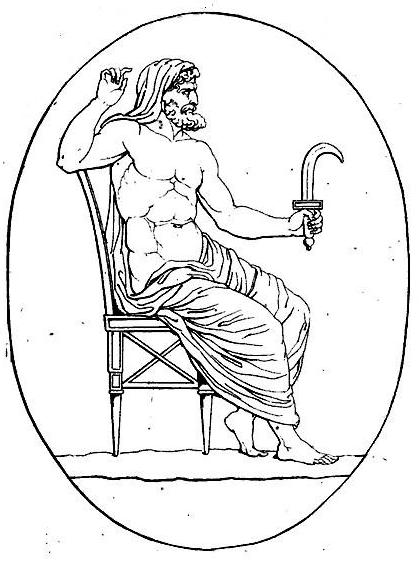
Cronos armado con la hoz contra su padre. (Aubin-Louis Millin, Galerie mythologique, 1811.)

En la mitología griega, Crono  o Cronos (en griego antiguo y moderno, Κρόνος [Krónos]; en latín, Cronus) era el padre de Zeus, dios más importante en la antigua Grecia, y también estaba considerado como el «rey de los primeros dioses». Según Hesíodo, fue el principal y más joven de los doce titanes, todos ellos nacidos de Gea, la Tierra y Urano, el Cielo. Platón dice, en cambio, que era uno de los primeros hijos concebidos por Océano y Tetis. Sea como fuere, Crono derrocó a su padre Urano, «el primero que dominó todo el universo», y gobernó durante la fabulosa edad dorada. Más tarde sería a su vez derrocado por su propio hijo Zeus y encerrado en el Tártaro o enviado a gobernar el paraíso de los Campos Elíseos.
Se le solía representar con una hoz o guadaña, que usó como arma para castrar y destronar a su padre, Urano. En Atenas, el duodécimo día del mes ático de Hecatombeón se celebraba una fiesta llamada Cronia en honor a Crono para celebrar la cosecha, sugiriendo que, como resultado de su relación con la virtuosa edad dorada, seguía presidiendo como patrón de la cosecha. Crono también fue identificado en la antigüedad clásica con el dios romano Saturno

## Etimología y mitología comparada
H. J. Rose señaló que los intentos de dar a Kronos una etimología griega habían fracasado. Cornuto dice, en base a su etimología, que Crono es el principio del tiempo que a todos alcanza y por eso es el más temible de entre sus hermanos.
Michael Janda ofrece una etimología auténticamente indoeuropea de ‘el cortador’, a partir de la raíz *(s)ker-, ‘cortar’ (griego κείρω), motivado por la acción característica de Crono de «cortar el cielo» (o los genitales del Urano antropomórfico). El reflejo indoiraní de la raíz es kar, que generalmente significa ‘hacer’, ‘crear’ (de aquí karma), pero Janda argumenta que el significado, original de ‘cortar’ en un sentido cosmogónico sigue preservándose en algunos versos del Rig-veda sobre el heroico ‘corte’ de Indra, que como el de Crono resultó en creación:

RV 10.104.10 ārdayad vṛtram akṛṇod ulokaṃ
RV 6.47.4 varṣmāṇaṃ divo akṛṇod
‘golpeó a Vritra fatalmente, cortando [> creando] un camino despejado’
‘cortó [> creó] la majestuosidad del cielo’

Esto puede apuntar a un mitema protoindoeuropeo reconstruido como *(s)kert wersmn diwos, ‘mediante un corte creó la majestuosidad del cielo’. El mito de Crono castrando a Urano tiene paralelos con la Canción de Kumarbi, en el que Anu (los cielos) es castrado por Kumarbi, también semejante al egipcio Horus (Orús) que perdió un ojo luchando con otro demonio al que castró. En la Canción de Ullikummi, Teshub usa la «hoz con la que el cielo y la tierra fueron separados una vez» para derrotar al monstruo Ullikummi, y establece la «castración» de los cielos con una hoz como parte de un mito de creación, en origen un corte creando una abertura o brecha entre el cielo (imaginado como una bóveda de piedra) y la tierra que permitió el comienzo del tiempo y la historia humana.
Con el paso del tiempo Crono (Κρόνος) fue evolucionando hasta identificarse con el Tiempo (Χρόνος), una personificación abstracta que data de la Antigüedad clásica. Cicerón ya contaba que el nombre griego Κρόνος era sinónimo de χρόνος, un espacio de tiempo, ya que Crono mantiene el curso y los ciclos de las estaciones y los períodos de tiempo, mientras que el nombre latino Saturno denota que está saturado de años, ya que devoraba a sus hijos, lo que implica que el tiempo devora a las eras. Plutarco también afirmaba que los griegos creían que Cronos era un nombre alegórico del tiempo (χρόνος). Platón da dos posibles interpretaciones al nombre de Crono. La primera es que su nombre denota κόρος (kóros) «lo puro», (καθαρόν) «sin mancha» y (ἀκήρατον), que se refiere a la naturaleza de su mente. La segunda es que Rea y Crono recibieron nombres de dos corrientes: Rea de ῥοή (rhoē) «río, corriente, flujo» y Crono de χρόνος (chronos) «tiempo». En el Renacimiento la combinación de Crono con el Tiempo dio origen al «Padre Tiempo» que blande una guadaña para cosechar.
Crono y sus equivalentes, el romano Saturno, el hebreo Moloch y el egipcio Geb, tendrían la imagen de 'amo del tiempo', por percibir los antiguos que podía moverse arriba y abajo en el tiempo, interviniendo en los asuntos de los hombres. Los griegos le llamaban Kairós, 'tiempo favorable', cuando deseaban tener a Crono de su parte.
Una teoría debatida en el siglo XIX, y que a veces sigue ofreciéndose algo apologéticamente, sostiene que Kronos está relacionado con el ‘astado’, asumiendo una derivación semítica desde la raíz trilítera Q-R-N. La objeción de Andrew Lang acerca de que Crono nunca fue representado con cuernos en el arte helénico, fue respondida por Robert Brown, que argumentó que en el uso semítico, al igual que en la Biblia hebrea, qeren significaba ‘poder’. Cuando los escritores griegos se encontraron con la deidad levantina El, tradujeron su nombre como Kronos.

## En la mitología griega

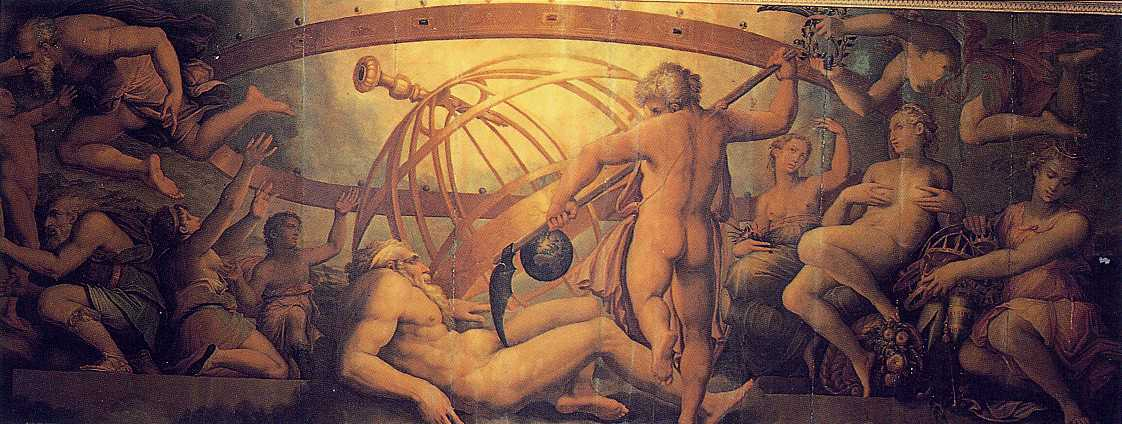
La castración de Urano, fresco de Giorgio Vasari y Cristofano Gherardi (c. 1560, Sala di Cosimo I, Palazzo Vecchio, Florencia).

### Mito de la castración de Urano y gobierno de Crono
En el antiguo mito registrado por Hesíodo en su Teogonía, Crono guardaba un intenso rencor a Urano. Este se había ganado la enemistad de Gea, madre de Crono y los demás Titanes, debido a que después de haberlos engendrado, los retenía en el seno de su madre y no permitía que vieran la luz. Gea creó una gran hoz de pedernal y reunió a Crono y sus hermanos para convencerlos de que matasen a Urano. Solo Crono estuvo dispuesto a cumplir su voluntad, así que Gea le dio la hoz y le hizo tender una emboscada. Cuando Urano se encontró con Gea, Crono lo atacó con la hoz y lo castró. De la sangre que salpicó en la Tierra surgieron los Gigantes, las Erinias y las Melias. Crono arrojó al mar los genitales amputados de Urano y a su alrededor surgió del miembro una espuma de la que emergió Afrodita. Por esto, Urano juró venganza y llamó a sus hijos titanes (según Hesíodo ‘los que abusan’, la fuente del nombre «titán», pero esta etimología está discutida) por exceder sus límites y osar cometer tal acto.
Sobre la hoz que usó Crono se dice que los Telquines en persona la habían fabricado. Algunos dicen que Crono la arrojó al mar y que estaba bajo la isla de Corfú, antaño llamada Drépane («hoz»), tierra de los feacios. De esta manera se considera a los feacios un pueblo autóctono que nació de la sangre de Urano salpicada en la hoz. Otros se refieren a Zancle en Sicilia; sus constructores hicieron fuertes torres de madera con almenas y las colocaron alrededor de la hoz, porque allí en una cueva está escondida bajo la tierra. O bien se refieren al cabo Drépano, cerca de Bolina, Acaya.
Tras derrotar a Urano, Crono volvió a encerrar en el Tártaro a los Hecatónquiros y los Cíclopes, a quienes temía, y los dejó bajo la custodia de la monstruosa carcelera Campe. Subió al trono junto a su hermana Rea como reyes de los titanes. Esta época del reinado de Crono se denominó la edad dorada. Los hombres de por entonces tenían el corazón libre de preocupaciones, no envejecían y se recreaban continuamente con festividades.

### Destino de los Cronidas y derrocamiento de Crono
Crono supo por Gea y Urano que estaba destinado a ser derrocado por uno de sus propios hijos, como él había derrotado a su padre. Por ello, aunque fue padre con Rea de los dioses Deméter, Hera, Hades, Hestia y Poseidón, se los tragaba tan pronto como nacían. Cuando iba a nacer su sexto hijo, Zeus, Rea pidió a Gea que pensara un plan para salvarlos y que así finalmente Crono tuviese el justo castigo a sus actos contra su padre y sus propios hijos. Rea dio a luz en secreto a Zeus en la isla de Creta y entregó a Crono una piedra envuelta en pañales que este tragó enseguida sin desconfiar creyendo que era su hijo.  Otros creen que la piedra fue puesta en el santuario del oráculo de Delfos y allí fue conocida como el ónfalos («ombligo»). En una versión tardía se dice que Crono solo castigó a sus hijos varones porque la profecía de su derrocamiento no incluía a las hijas, solo a los hijos. De esta manera arrojó a Hades al Tártaro y a Poseidón a las profundidades del mar.  Otros cuentan que cuando Rea llevó la piedra a Cronos haciéndola pasar por un niño, este le pidió que le ofreciera leche. Cuando ella apretó su pecho la leche que se derramó formó la Vía Láctea.
Rea mantuvo oculto a Zeus en una cueva del monte Ida en Creta. Según algunas versiones de la historia Zeus fue criado por Adrastea, Ida y Amaltea, mientras una compañía de Curetes, armados, custodiaban al niño en la cueva y golpeaban los escudos con las lanzas para que Crono no oyera su voz. En otras Amaltea, una ninfa, colgó la cuna de Zeus en un árbol, de forma que quedara suspendido entre la tierra, el mar y el cielo (evitando, de nuevo, que Crono lo pudiera encontrar). Incluso en otras versiones Zeus fue criado por su abuela Gea o por diferentes ninfas en calidad de nodrizas. Otra versiones dicen que Rea salvó a Poseidón. Se dice que ella le dijo a Crono que había dado a luz un caballo, y le dio un potro para que se lo comiera en lugar del niño. En realidad su madre lo dejó en un rebaño, para que Poseidón viviera entre los corderos. Se dice que Arne fue nodriza de Poseidón y que cuando Crono estaba buscando a Poseidón esta mintió alegando que no lo tenía.
Cuando creció Zeus, y al cabo de un año, hizo vomitar a Crono toda la prole que antes había engullido, engañado por las hábiles indicaciones de Gea y vencido por la fuerza y habilidad de su hijo. Primero vomitó la piedra, última cosa que se tragó. Zeus la clavó sobre la anchurosa tierra, en la sacratísima Pito, en los valles del pie del Parnaso, monumento para la posteridad y maravilla para los hombres mortales. Libró a sus tíos paternos, los Cíclopes, de sus dolorosas cadenas pues antes habían sido encadenados por Crono. Aquellos le guardaron gratitud por sus beneficios y le regalaron el trueno, el llameante rayo y el relámpago; antes los tenía ocultos la enorme Gea en sus entrañas. Otra versión dice que Zeus pidió ayuda a Metis, la cual con un bebedizo emético obligó a Crono a vomitar a sus hijos. Esa misma versión añade que los Cíclopes no solo entregaron a Zeus el rayo, sino que también le dieron a Hades el yelmo de invisibilidad y a Poseidón su tridente. Fue entonces cuando estalló la Titanomaquia, guerra que enfrentaba a los dioses Cronidas del bando de Zeus contra los dioses titanes del bando de Crono. La guerra duró diez largos años hasta que Zeus, apoyado por los Hecatónquiros, consiguió la victoria. Crono y el resto de titanes, derrotados, fueron encadenados en el Tártaro. Más tarde Gea engendría al monstruoso Tifón para vengar a los titanes encarcelados pero Zeus terminaría venciéndolo.

### Destino tras la Titanomaquia
Los relatos sobre el destino de Crono tras la Titanomaquia difieren. En la tradición homérica y hesiódica, fue encarcelado con los demás Titanes en el Tártaro. Una interpolación en Trabajos y días indica que Crono fue luego liberado por voluntad de Zeus, y que desde entonces fue rey de las islas de los Bienaventurados. Píndaro muestra la influencia de esta versión en algunos versos.
«A los otros el padre Zeus Crónida determinó concederles vida y residencia lejos de los hombres, hacia los confines de la tierra. Éstos viven con un corazón exento de dolores en las Islas de los Afortunados, junto al Océano de profundas corrientes, héroes felices a los que el campo fértilles produce frutos que germinan tres a veces al año, dulces como la miel, [lejos de los inmortales; entre ellos reina Cronos]».

### Teomaquia contra Ofión
Apolonio de Rodas, en una versión alternativa, dice que Crono y Rea derrocaron a los anteriores soberanos del Olimpo. «Al principio Ofión y la oceánide Eurínome tenían el dominio del nevado Olimpo; y cómo, ante la fuerza de sus brazos, cedieron su dignidad el uno a Crono, la otra a Rea, y se precipitaron en las olas del Océano. Y aquéllos reinaron entonces sobre los titanes, dioses bienaventurados». Damascio describe una teomaquia con Crono en un bando y Ofioneo y sus hijos en el otro, donde al final se llegaba a un acuerdo que sin embargo empujaba a este segundo bando al Ogeno y otorga al primero el cielo.

### En Diodoro Sículo
En una versión libia relatada por Diodoro Sículo (siglo I a. C.), se dice que Crono o Saturno, hijo de Urano y Titea —que, según esta versión, inicialmente era mortal y posteriormente fue divinizada con el nombre de Gea—, reinó sobre Italia, Sicilia y el norte de África. Diodoro cita como evidencia los picos de Sicilia que su época eran llamados Cronia. Crono, junto a los Titanes, luchó y terminó derrotando a su hermano Júpiter, que reinaba en Creta, y a su cuñado Amón, que reinaba en Nisa, una isla del río Tritón, en algún lugar de África. Crono tomó a su hermana Rea de Amón para que fuera su propia esposa. A su vez, Crono fue derrotado por Baco o Dioniso, el hijo de Amón, quien designó al hijo de Crono y Rea, Júpiter Olimpo, gobernante de Egipto. Baco y Júpiter Olimpo unieron entonces sus fuerzas para derrotar a los Titanes que quedaban en Creta, y a la muerte de Baco, Júpiter Olimpo heredó todos los reinos, convirtiéndose en señor del mundo.
«Crono, al ser el mayor de ellos, fue el rey, e hizo que los hombres que estaban bajo su mandato pasaran de un estado salvaje a una vida civilizada, por lo que alcanzó un gran reconocimiento y visitó muchos lugares de la tierra habitada. Enseñó a todos los hombres la justicia y la sencillez de espíritu; y por esta razón la tradición ha transmitido a las generaciones posteriores la creencia de que los hombres del tiempo de Crono fueron de un carácter excelente, completamente ajenos al mal y felices. Crono reinó principalmente en las regiones occidentales, donde fue venerado con los más grandes honores».

### En losoráculos sibilinos
Crono es nombrado en los Oráculos sibilinos, particularmente en el libro III, donde Crono, Titán y Jápeto, los tres hijos de Urano y Gea, reciben cada uno un tercio de la Tierra, y Crono es nombrado rey de todos. Tras la muerte de Urano, los hijos de Titán intentaron destruir a la descendencia masculina de Crono y Rea tan pronto como nacían, pero en Dódona Rea dio a luz en secreto a sus hijos Zeus, Poseidón y Hades, enviándolos a Frigia para ser criados al cuidado de tres cretenses. Tras saber esto, sesenta hombres de Titán encarcelaron a Crono y Rea, provocando que sus hijos declarasen y libraran la primera de todas las guerras contra ellos. Esta versión no menciona nada de la muerte de Urano a manos de Crono o del intento de matar a sus hijos.

## Consortes y descendencia
| Consorte | Descendencia |
| -------- | --- |
| Evónime  | «Crono de mente retorcida tomó en matrimonio a la floreciente Evónime; de él nació la áurea Afrodita de hermosos cabellos, y las moiras inmortales y las erinias de variopintos dones». |
| Fílira   | Quirón. Dólope (si es que no se trata de un epíteto de Quirón). Afros y Bitos, los ictiocentauros; al menos Afros es citado explícitamente como hijo de Crono y Fílira. |
| Nais     | Se dice que Quirón y Zeus eran hermanos por parte de padre pero que Quirón nació de la ninfa Nais y era mayor en edad que Zeus. |
| Nix      | Las erinias se dicen hijas de Crono y la Noche porque sus castigos vienen siempre sin ser vistos. |
| Rea      | a) Los Crónidas o Cronidas: (por orden de nacimiento) «Hestia, Deméter, Hera de áureas sandalias, el poderoso Hades que reside bajo la tierra con implacable corazón, el resonante Conmovedor de la tierra [Poseidón] y el prudente Zeus, padre de dioses y hombres, por cuyo trueno tiembla la anchurosa tierra». b) En un escolio se dice que Enialio nació de ambos. c) Para los órficos además de Crono y Rea nacieron Taumante y un tal Biante. |
| s/o      | Los coribantes, Pan, Pluto (la madre de Tántalo), el Nilo, Eros y los Vientos. En la mitología romana también se incluyen a Pico y a Nino. |

## El Crono fenicio
Cuando los helenos se encontraron con los fenicios y luego con los hebreos, identificaron al El semítico, mediante interpretatio graeca, con Crono. La asociación fue registrada ca. 100 d. C. por Filón de Biblos en su historia fenicia, como cuenta Eusebio en su Praeparatio evangelica. La versión de Filón, atribuida por Eusebio al semilegendario historiador fenicio anterior a la Guerra de Troya Sanjuniatón, señala que Crono fue originalmente un gobernante cananeo que fundó Biblos y fue posteriormente deificado. Esta versión da como nombre alternativo Elus o Ilus, y afirma que en 32.º año de su reinado, emasculó, asesinó y deificó a su padre Epigeo o Autoctón «a quien más tarde llamaron Urano». También afirma que tras la invención de los barcos, Crono, visitando el «mundo inhabitable», legó el Ática a su propia hija Atenea y Egipto a Tot, el hijo de Misor e inventor de la escritura. Jean Marquès-Rivière, en su libro 'Talismanes, amuletos y pantáculos', iguala al Saturno romano, al que Georges Brassens dedicó una canción, 'Nombre hermoso el de Saturno, pero es un dios, cuidao con él', al Moloch hebreo.
Del Crono fenicio, en unión a Astarté, nacieron siete hijas innominadas, llamadas Titánides o Artémides; y también nacieron Potos y Eros. De la misma manera con Dione, o Baaltis en Fenicia, nacieron varias hijas innominadas. Y los equivalente de Crono y Rea engendraron hasta siete hijos innominados. Crono, como rey de Biblos, engendró a Atenea y Perséfone. Otros dicen que Yeud fue el hijo primogénito o el único habido por el Crono fenicio, habido por la ninfa Anobret. Durante una guerra que asolaba al país Crono sacrificó a Yeud, revestido con atavíos reales com ofrenda para la salvación del Estado.

## En la mitología romana y la cultura posterior

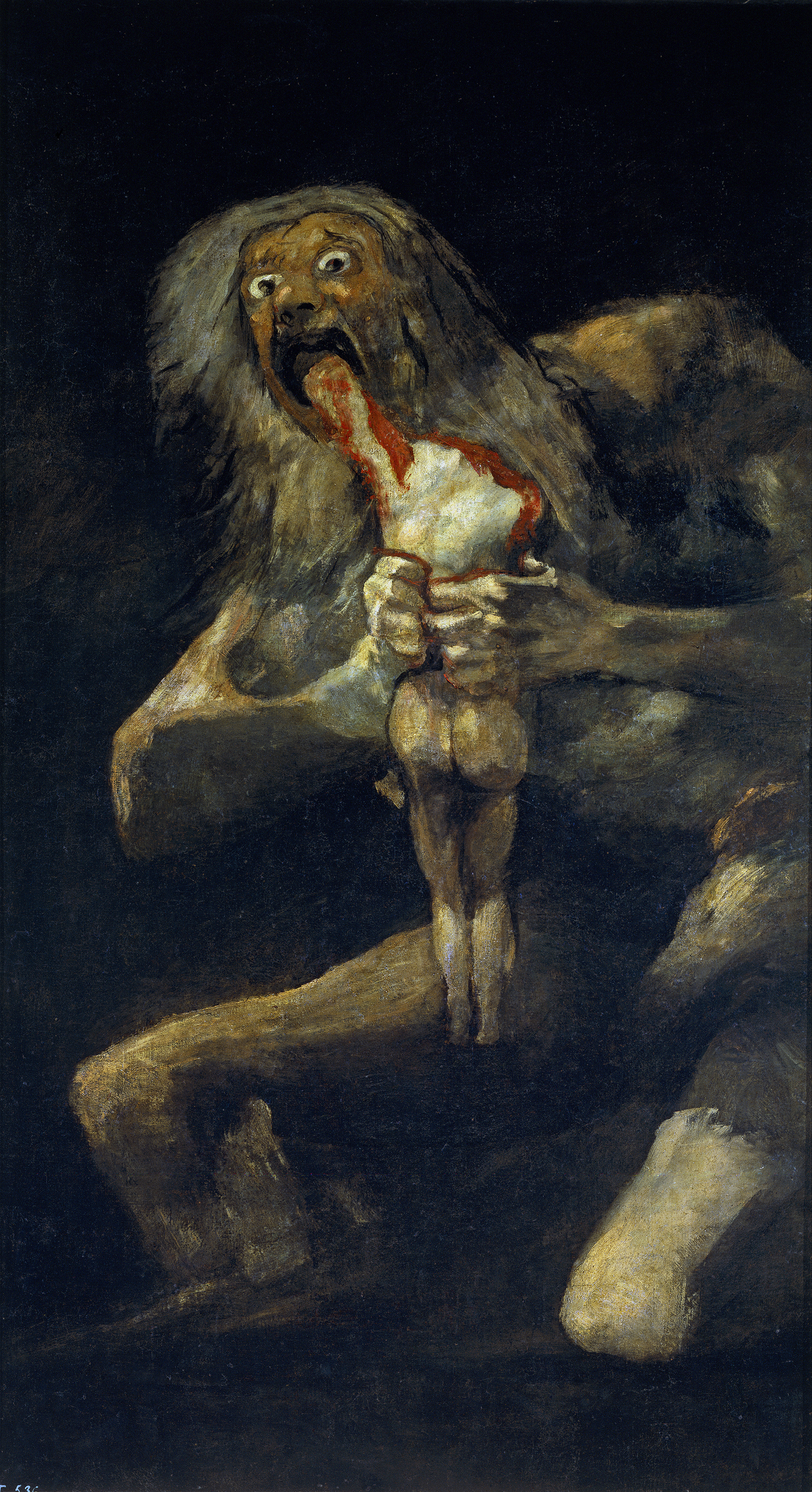
Saturno devorando a un hijo, por Francisco de Goya (1819–1823).

Mientras los griegos consideraban a Crono una fuerza cruel y tempestuosa de caos y desorden, creyendo que los dioses olímpicos habían traído una época de paz y orden al arrebatar el poder a los groseros y maliciosos Titanes, los romanos adoptaron una visión más positiva e inocua de esta deidad, al refundirla con su dios indígena Saturno. Consecuentemente, mientras los griegos consideraban a Crono una mera etapa intermedia entre Urano y Zeus, fue un aspecto mucho más importante de la mitología y religión romanas: la Saturnalia fue una fiesta celebrada en su honor, y existió al menos un templo a él dedicado ya en la antigua monarquía romana.
Su asociación con la edad dorada terminó haciendo que se convirtiera en el dios del «tiempo humano», es decir, los calendarios, las estaciones y las cosechas (aunque no debe ser confundido con Chronos, la personificación sin relación alguna del tiempo en general, como sucedió con frecuencia entre los investigadores alejandrinos y durante el Renacimiento). Como resultado de la importancia de Crono para los griegos, su variante romana, Saturno, ha tenido una gran influencia en la cultura occidental. El séptimo día de la semana judeocristiana se llamaba en latín Dies Saturni (‘Día de Saturno’), en lo que supone la fuente del nombre de este día en idiomas como el inglés (Saturday). En astronomía, el planeta Saturno recibe su nombre del dios romano, siendo el más externo de los objetos celestes visibles sin ayuda.
En ocasiones, se emplea la idea de Cronos para hacer referencia a la forma en la que ciertas condiciones impiden el desarrollo de algo. Es pues una metáfora que compara el impedimento de iniciar un proyecto con la manera en la que Cronos devoraba a sus hijos.

## Versión de Juan Malalas
Set tenía la sabiduría de Dios, y por orden de Dios puso nombres a todas las estrellas, y a los cinco planetas para que fueran reconocidos por la humanidad. Al primer planeta estrella lo llamó Cronos [Saturno], al segundo Hera [Júpiter], al tercero Ares [Marte], el cuarto Afrodita [Venus] y el quinto Hermes [Mercurio]. De la tribu de Sem, que poseía Siria y Persia y el resto de oriente, del primer hijo de Noé nació e hizo su aparición un gigante llamado Cronos, llamado por Damno, su padre, con el nombre del planeta. Se hizo fuerte, y fue el primero en inventar ser rey y gobernar y dominar a otros pueblos. Fue rey de Asiria durante muchos años, y subyugó toda la tierra de Persia comenzando por Asiria. Era temido por todos como un guerrero amargado y asesino de muchos. Tuvo una esposa, Semíramis o Rea, llamada así por los asirios porque era orgullosa y arrogante. Era de la misma tribu de Sem, hijo de Noé. Cronos tuvo un hijo llamado Pico que fue llamado Zeus por el nombre del planeta. Cronos tuvo otro hijo llamado Nino y una hija llamada Hera. Cronos dejó a su hijo Pico en Asiria y a su propia esposa Rea-Semíramis con Pico-Zeus, su hijo. Tomando un gran acompañamiento, una multitud de hombres valientes, se dirigió hacia el oeste, que estaba sin rey y no controlada por algún comandante, y controló las partes occidentales, mientras que se desvaneció de Asiria. De Fílira tuvo otro hijo, el filósofo Quirón. Pico-Zeus había sido rey de Asiria durante treinta años e hizo a su hijo Belo rey de Asiria. Se alejó hacia el oeste en dirección a su padre Cronos. Cronos vio a su hijo Pico-Zeus viniendo hacia él por el oeste y le cedió el reino del oeste, ya que Cronos estaba débil y tenía dificultades. Pico-Zeus era rey de occidente, es decir, de Italia, otros sesenta y dos años. Luego Cronos murió.